# Bainbridge's
Bainbridge's was een groot warenhuis op Eldon Square in het centrum van Newcastle upon Tyne, Engeland. De winkel, die nu bekend is als John Lewis Newcastle, verhuisde in 1974 naar de huidige locatie, maar het bedrijf dateert uit 1838. Het beweerde het eerste echte warenhuis ter wereld te zijn, nadat het in 1849 was begonnen met het registreren van de wekelijkse omzet per afdeling. In 2002 veranderde de eigenaar John Lewis de officiële naam in John Lewis Newcastle, na een stemming onder de winkelmedewerkers.

## Geschiedenis
De winkel dateert uit 1838, toen Emerson Muschamp Bainbridge een samenwerking aanging en een kleding- en modewinkel opende in Market Street in Newcastle. Ondanks het succes kregen de twee partners ruzie en gingen hun eigen weg. Hun partnerschap werd in 1841 ontbonden.
In 1849 waren er 23 afzonderlijke afdelingen, waarbij de wekelijkse inkomsten per afdeling werden vastgelegd, de basis voor zijn claim 's werelds eerste echte warenhuis te zijn. Dit grootboek overleeft en wordt nu bewaard in de archieven van het John Lewis Partnership. Emerson werd de enige eigenaar in 1855. IN de jaren 1870 waren er meer dan veertig warenhuisafdelingen.
Emerson Bainbridge stierf in 1892 en zijn zonen namen het bedrijf over. In datzelfde jaar had Bainbridge's 600 medewerkers in dienst in Newcastle, en de winkel had 11.705 vierkante meter vloeroppervlak. In 1897 werd het bedrijf omgezet naar een besloten vennootschap. Tijdens de crisis van de jaren 1930, die de regio van Newcastle zwaar trof, introduceerde de winkel vertegenwoordigers die in minder welvarende gebieden opereerden en de betalingen in wekelijkse termijnen innen. Hierdoor konden mensen met een laag inkomen in de winkel  blijven kopen en hield het de naam en reputatie van Bainbridge bekend in gebieden waar het anders misschien zou zijn vervaagd.
In 1952 werd een aanbod van het John Lewis Partnership aanvaard en het volgende jaar werd het eigendom overgedragen aan John Lewis. De winkel bleef opereren onder het Bainbridge-merk met de toevoeging "A branch of the John Lewis Partnership". De overname van John Lewis maakte de broodnodige kapitaalinvestering in de winkel mogelijk, waardoor het in 1974 een van de toonaangevende warenhuizen in het Verenigd Koninkrijk werd. In 1976 verhuisde de winkel naar het Eldon Square-winkelcentrum in de stad en was op dat moment de grootste John Lewis-winkel buiten Londen.
In 2002 vond een verdere renovatie plaats en in hetzelfde jaar werd de winkel op voorstel van de winkelpartners omgedoopt tot John Lewis.Op het moment van zijn teloorgang was de naam Bainbridge een van de langst gevoerde warenhuisnamen in de wereld.
In 2008 werd een Waitrose-supermarkt, eveneens eigendom van John Lewis Partnership, geopend in een uitbreiding van Eldon Square, gebouwd in het undercroft-gebied dat vroeger werd ingenomen door het busstation Eldon Square. The Waitrose ligt aan de andere kant van het winkelcentrum vanaf de kelderingang van John Lewis, maar is er niet rechtstreeks mee verbonden.